# Поддубье (Полонская волость)
Поддубье — деревня в восточной части Порховского района Псковской области. Входит в состав сельского поселения «Полонская волость».
Расположена в 14 км к северо-востоку от города Порхов и в 9 км к северо-востоку от волостного центра Полоное.
Численность населения составляет 20 жителей (2000 год).